# 1060-й центр матеріально-технічного забезпечення (РФ)
1060-й Червонопрапорний Центр матеріально-технічного забезпечення (1060 ЦМТО, в/ч 55443) — військове з'єднання Збройних сил РФ, що об'єднує підрозділи матеріально-технічного забезпечення Сухопутних військ, Військово-Морського Флоту та Повітряно-космічних сил, розташованих на території Західного військового округу.

## Історія
1 вересня 2012 року відповідно до директиви Міністерства оборони Російської Федерації від 28 травня 2012 р. № Д-037 «Про організаційні заходи, що проводяться в Західному військовому окрузі у 2012 році» за штатом №33/023 був сформований 1060 Червонопрапорний центр матеріально-технічного забезпечення Західного військового округу в м. Санкт-Петербург, м. Пушкін.
Три підрозділи в складі центру в роки Другої світової війни за мужність та героїзм, відмінне виконання завдань уряду СРСР були нагороджені Бойовими прапорами та державними нагородами:
- Арсенал (ракетного та артилерійського озброєння, 1 розряду),  в/ч 55443-СГ — Бойовим прапором та орденом Червоної Зірки з грамотами;
- Арсенал (ракетного та артилерійського озброєння, 1 розряду), в/ч 55443-ВП — Указом Президіуму Верховної Ради СРСР від 29.03.1944 року орденом Бойового Червоного Прапору з грамотою;
- Арсенал (комплексного зберігання ракет, боєприпасів і вибухових матеріалів, 2 розряду) в/ч 55443-НХ — Бойовим прапором та орденом Червоної Зірки з грамотами.

В зв'язку з наявністю в структурних підрозділах 1060 ЦМТО ЗВО Бойових прапорів, орденів Червоної зірки та Бойового Червоного Прапору з грамотами центру при формуванні було присвоєно найменування Червонопрапорний.

## Структура
- в/ч 55443-БК (-41), 67-й арсенал ГРАУ, колишня в/ч 92919, місто Карачев Брянська область [1][2]
- в/ч 55443-БМ (-51), м. Брянськ (колишній 120-й арсенал ГРАУ)
- в/ч 55443-ВД Владимирська обл., Барсово
- в/ч 55443-ВК Ковров-35
- в/ч 55443-ВП Владимирська обл., Городищи, колишній 40-й арсенал ГРАУ (комплексного зберігання ракет, боєприпасів і вибухових матеріалів, 2 розряду),
- в/ч 55443-ЛИ (-25) (раніше 15-й Арсенал ВМФ в/ч 69233, з 2010 р. 7082-га база технічна мінно-торпедна ВМФ, 1 розряду, в/ч 81263), смт. Велика Іжора, Ломоносовський район, Ленінградська область;
- в/ч 55443-ГА
- в/ч 55443-ЛС
- в/ч 55443-МЖ
- в/ч 55443-МК Коломна
- в/ч 55443-МЧ Чеховський міський округ
- в/ч 55443-НЛ Новгородська обл. Окуловский р-он, п. Котово
- в/ч 55443-НП Нижньогородська обл., м. Панковка
- в/ч 55443-НХ Нижньогородська обл., Юганець (колишній 53-й арсенал ГРАУ, в/ч 64469)
- в/ч 55443-РД Орловська обл. с. Мале Думчино
- в/ч 55443-РК (раніше в/ч 86741) Шелемишево, Скопінський район, Рязанська область[3]
- в/ч 55443-ТА Тамбовська обл, Нова Ляда
- в/ч 55443-ТД (93-й арсенал ГРАУ), смт. Куженкіно-2, Бологовський район район, Тверська область;
- в/ч 55443-ТЛ (-16) (раніше в/ч 21317), с. Хом'яково, м. Тула;
- в/ч 55443-ТТ (-42) — «107-й арсенал ГРАУ», Тверська обл., м. Торопець, колишня в/ч 11777[4][5]
- в/ч 55443-СБ Ярославська обл.
- в/ч 55443-СГ Ярославська обл. м. Рибінськ (колишній 8-й арсенал ГРАУ, в/ч 41686) )
- в/ч 55443-СП Санкт-Петербург